# Ngalas
Ngalas is een bestuurslaag in het regentschap Klaten van de provincie Midden-Java, Indonesië. Ngalas telt 2836 inwoners (volkstelling 2010).